# Voïvodie de Varsovie (1919-1939)
1919–1939
La voïvodie de Varsovie est une entité administrative de la Deuxième République de Pologne. Créée en 1919, elle cessa d'exister en 1939 après l'Invasion de la Pologne. Son chef-lieu était la ville de Varsovie.

## Villes principales
- Varsovie
- Płock
- Żyrardów
- Łomża[1]
- Pruszków
- Mława
- Ostrów Mazowiecka
- Pułtusk
- Grodzisk Mazowiecki
- Otwock
- Ostrołęka[1]
- Wołomin
- Ciechanów

## Démographie
D'après le recensement effectué en 1921
- Polonais 89,8%; 1 898 112
- Juifs 7,7%; 163 646
- Allemands 2,2%; 47 384

## Religions
- catholiques 85,3%; 1 802 427
- juifs 9,6%; 203 425
- évangéliques 4,1%; 87 427
- mariavites 0,6%; 12 475
- orthodoxes 0,2%; 4 637